# Новая синагога (Калининград)
Новая синагога (ранее — Новая либеральная синагога, нем. Neue Liberale Synagoge Königsberg) — синагога, построенная в 1890-е годы на острове Ломзе в Кёнигсберге, уничтоженная во время Второй мировой войны и воссозданная в 2011—2018 годах в Калининграде в формах, приближенных к первоначальным.

## Историческое здание
Еврейская община Кёнигсберга образовалась в 1671 году и к 1756 году она насчитывала 307 евреев. Первая синагога была построена в 1680 году в Трагхайме, в то время за пределами города. В 1756 году по разрешению прусского короля Фридриха II в районе Форштадт (западнее нынешнего Ленинского проспекта), было воздвигнуто здание синагоги, которое сгорело при пожаре 1811 года. Новое здание синагоги было построено в 1815 году на этом же месте — Синагогенштрассе 2.
Ортодоксальные иудеи выделились из отличавшейся либерализмом городской общины. Они создали свою общину — «Адат Израэль» и построили в 1893 году свою синагогу на Синагогенштрассе 14. Поводом была установка органа в 1870 году. Основная община построила в 1894—1896 годах новую и самую большую синагогу города на улице Линденштрассе напротив Кафедрального собора, которая была открыта 25 августа 1896 года.
Эту синагогу стали называть Новой синагогой, а синагогу на Синагогенштрассе 2 Старой синагогой. Новая синагога достигала в высоту 46 метров и была одной из красивейших в Германии. Кроме того, в Кёнигсберге были хасидская синагога на Фойерштрассе и синагога «Полнише шул» (פּויליש שול) в так называемом Ближнем пригороде (Vordere Vorstadt), построенная в 1855 году и реконструированная в 1910 году.
В 1933 году численность еврейского населения Кёнигсберга составляла 3170 человек. К этому времени в Кёнигсберге было пять синагог. После прихода нацистов к власти, во время «Хрустальной ночи» с 9 на 10 ноября 1938 года синагоги Кёнигсберга были сожжены и разрушены.
После погрома сохранилась в относительной целостности только одна синагога — «Адат Израэль», богослужения общины совершались и велись в ней до 1942 года. Последним раввином синагоги с 1 апреля 1936 был Йосеф Дуннер. В августе 1944 года во время налёта британской авиации на Кёнигсберг была уничтожена последняя синагога.

## Восстановление синагоги
17 октября 2011 года в Калининграде состоялась торжественная церемония закладки первого камня в фундамент синагоги. Мероприятие прошло с участием главного раввина области Давида Шведика, представителей местной еврейской общины, главы Калининграда Александра Ярошука и атташе по культуре генконсульства Литвы в Калининграде Романаса Сенапедиса.
Новая синагога рассчитана на две тысячи человек. Она возведена на прежнем месте. Восстановлением занимался образованный 14 июля 2011 года «Фонд Строительства Синагоги в Городе Калининграде», учредителями которого выступили известный калининградский бизнесмен Владимир Кацман и иудейская религиозная организация «Еврейская Община г. Калининграда».
Цирк, который находился на месте будущего здания, перенесли в другой район города, причём все расходы по его переезду взял на себя главный инвестор проекта. Работы по воссозданию синагоги были завершены в ноябре 2018 года.

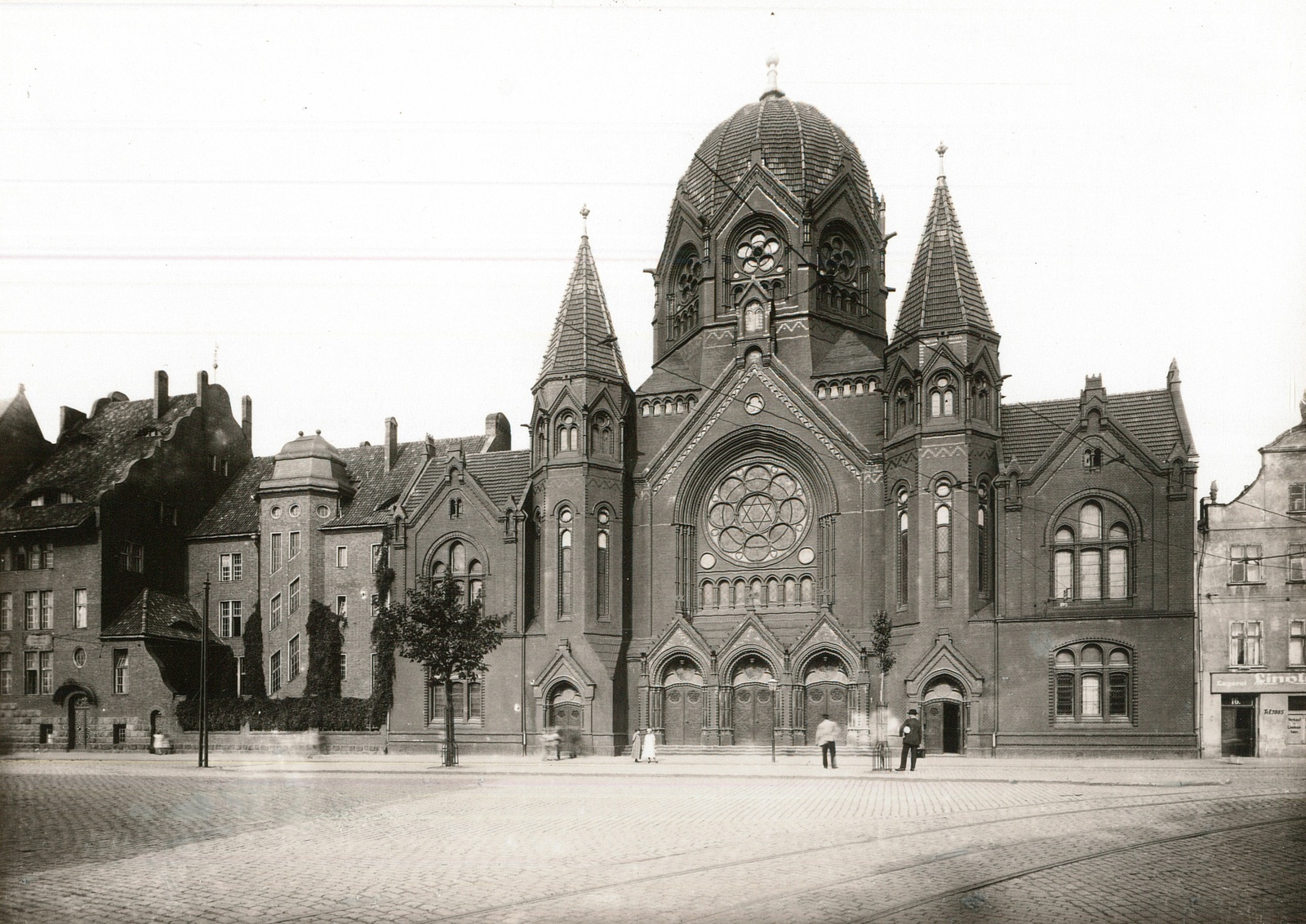
Фото начала XX века
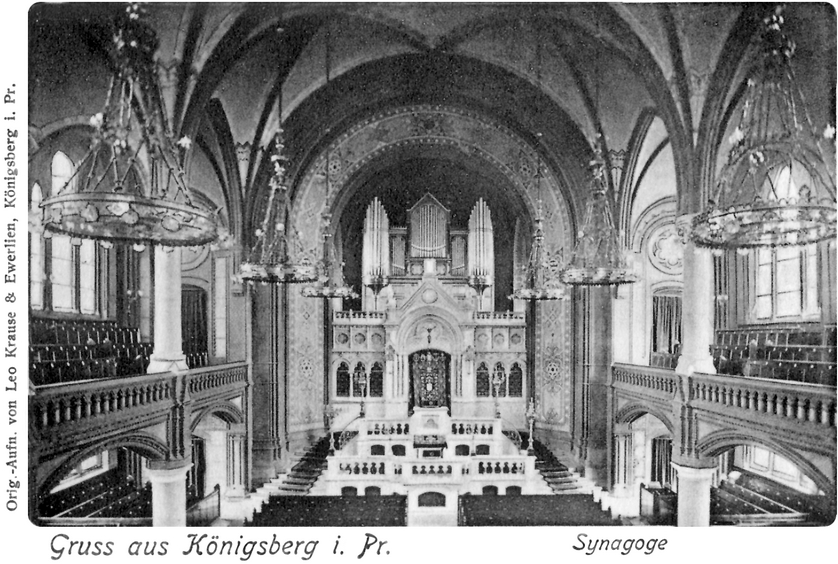
Первоначальный интерьер
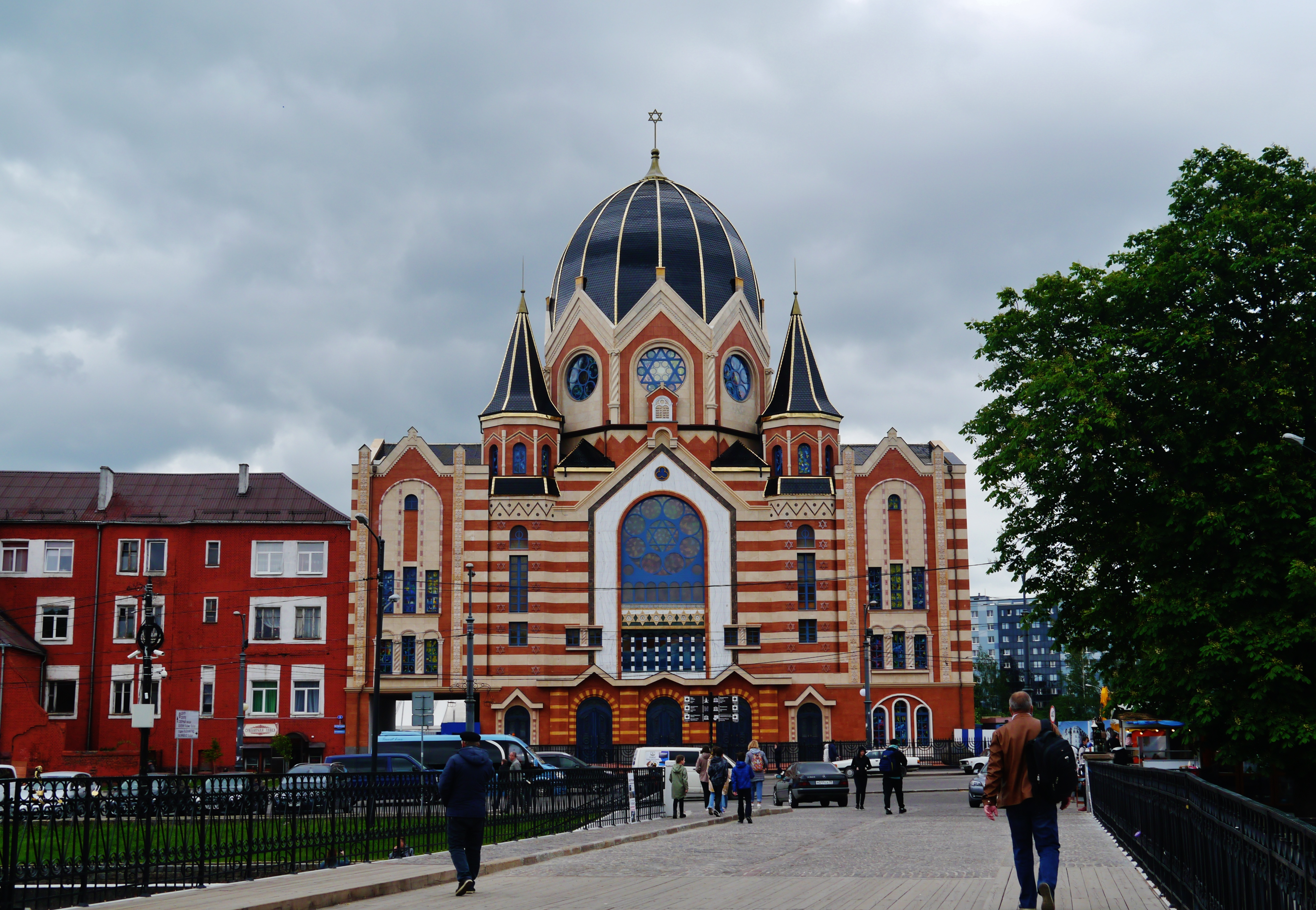
Воссозданная синагога (2019 год)
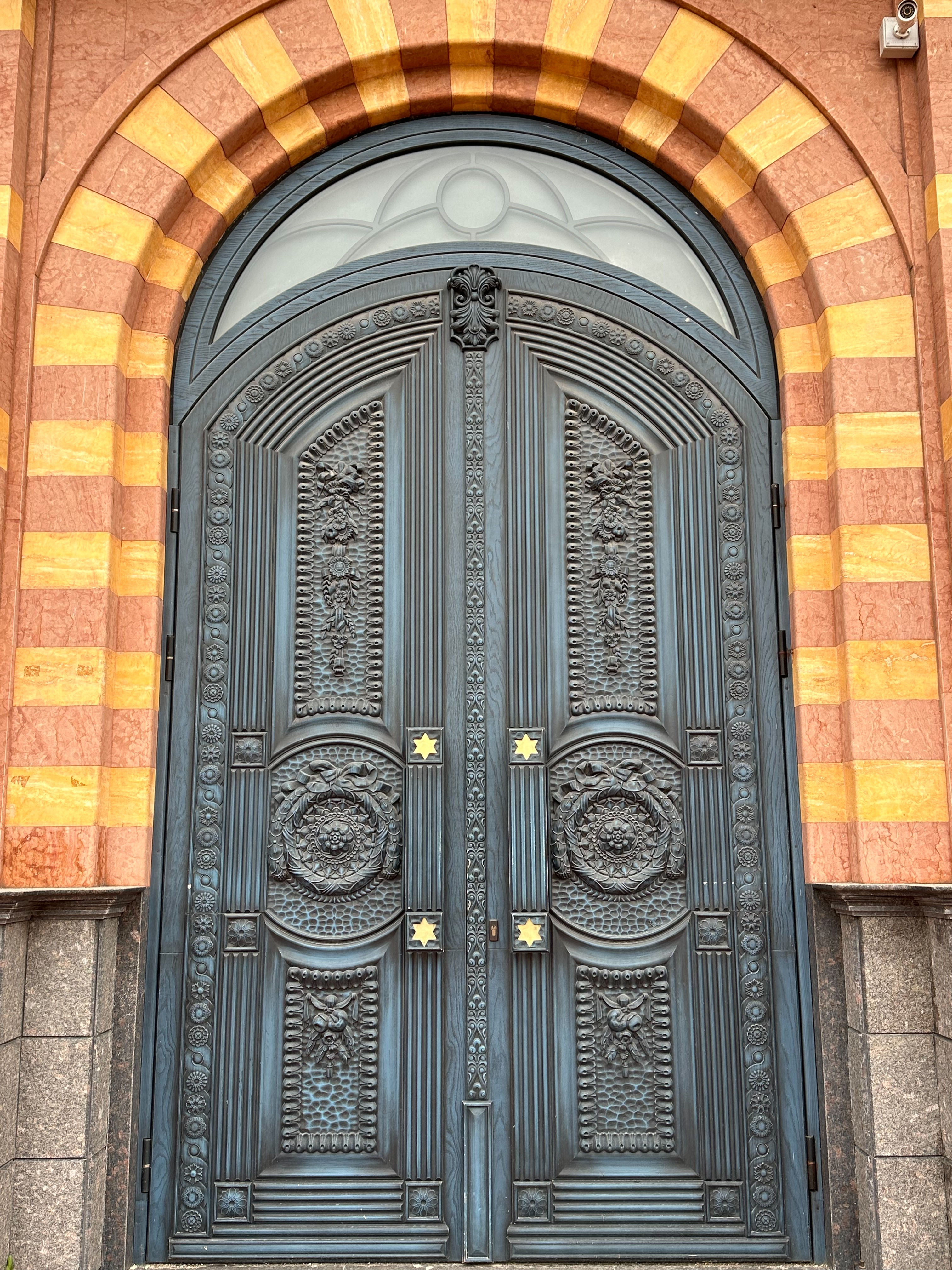
Входной портал